# Gabdeljhj Ahatov
Gabdeljhaj Ahatov (puni naziv: Gabdeljhaj Huramovič Ahatov; (rus.) Габдулхай Хурамович Ахатов; tatar. Габделхәй Хурам улы Əхатов) (Staroe Aimanovo, Menzelja kanton, Tatarstan, Rusija, 8. rujna 1927. - Naberežnye Čelny, Tatarstan, Rusija, 25. studenoga 1986.), bio je znanstvenik i jezikoslovac.

## Životopis
Gabdeljhaj Ahatov rođen je u selu Staroe Aimanovo (Menzelja kanton, Tatarstan, Rusija) 8. rujna 1927. godine. Diplomirao je na Kazanskome državno pedagoškom zavodu (sada - Kazansko državno sveučilište) 1954. godine. Kandidat za filologiju (1954.). Doktorirao je filologiju 1965. godine. Profesor (1970.).
Profesor Ahatov bio je poliglot i znao je oko 20 jezika.
Područja njegovoga istraživanja bila su: lingvistika, filologija, turkologija, dijalektologija, frazeologija, leksikologija, tatarski jezik, etnologija. Znanstvenik je i autor više od 200 knjiga i članaka.
Preminuo je u gradu Naberežnye Čelny 25. studenoga 1986. godine.

## Objavljeni radovi
- Issues of teaching methods of the Tatar language in the eastern dialect (Monografija). Tobolsk, 1958.
- The language of the Siberian Tatars. Phonetic features (Monografija). Ufa, 1960.
- About the ethnogenesis of the Western Siberian Tatars' .- Sat. Questions dialectology Turkic languages , Kazan, 1960.
- About the stress in the language of the Siberian Tatars in connection with the stress of modern Tatar literary language .- Sat
- Problems of Turkic and the history of Russian Oriental Studies. Kazan, 1960.
- Some features of mother tongue in the eastern dialect of the Tatar language .- Sat Questions dialectology Turkic languages. Kazan., 1960.
- About peculiarities of phraseological units. – J. Soviet school. Kazan, 1960.
- Dialect West Siberian Tatars (Monografija). Ufa, 1963.
- Local dialects – a reliable source for comparative-historical study of language. – Sat. Questions dialectology of the Turkic languages. Baku, 1963.
- Lexical phraseological peculiarities of the eastern dialects of the Tatar language. – Sat. Proceedings of the Urals economic rayona.Yazykoznanie universities. – Sverdlovsk, 1963.
- About the stress in the language of the Siberian Tatars. – Sat. Problems of Turkic and Oriental history. Kazan: KSU Publishing House, 1964.
- Dialects West Siberian Tatars. Diss. on soisk. Kazan. Doctoral degree. philologist. of Sciences. Tashkent, 1965.
- Language contacts peoples of the Volga and the Urals (Monografija). Ufa, 1970.
- Fhraseology (Monographie). Ufa, 1972
- The modern Tatar language (Program za studente). Kazan: Publishing House of Kazan State Pedagogical Institute. 1974.
- Vocabulary of modern Tatar language (Udžbenik za studente). Ufa, 1975.
- Tatar phraseology (Program za studente). Ufa: Izd. BSU, 1975.
- Dialect West Siberian Tatars in relation to the literary language. Ufa: Izd BSU, 1975.
- The use of dialect data for comparative-historical study of the Turkic languages. – Sat. Soviet Turkic and Turkic languages development in the USSR. Alma-Ata, 1976.
- Tatar dialectology. Dialect of the Western Siberian Tatars (Udžbenik za studente). Ufa, 1977.
- Polisemantichnye words in the Tatar language (a program elective course for students). Ufa, Baku State University Publishing House, 1977.
- Tatar dialectology. Average dialect (Udžbenik za studente). Ufa, 1979.
- About the drafting of the Tatar language phrase book, (Monografija). Ufa, 1979.
- Arsk subdialect of Kazan of dialect of Tatar language .- Sb. University them. IN Ulyanov, Cheboksary, 1979.
- Lexicology of modern Tatar literary language (Monografija). Kazan, 1979.
- Mishar dialect of Tatar language (Udžbenik za studente). Ufa, 1980.
- Sources of the construction of historical dialectology of the Tatar language. – Sat. Linguistic geography and history of the language problem. Nalchik, 1981.
- Menzelinsky dialect of Tatar language .- Sb.ChuvGU them. IN Ulyanov, Cheboksary, 1981.
- About the main symptoms of paired words. – J. The Soviet Finno-Ugric. Talin, 1981.
- Dialects and place names of the Volga (Zbirka znanstvenih radova). Cheboksary: publ. University them. IN Ulyanov. 1981.
- Phraseological dictionary of the Tatar language (Monografija). Kazan, 1982.
- The modern Tatar literary language (Monographie). Kazan, 1982.
- Antonyms and principles of the first in the Tatar language dictionary of antonyms (Monografija). Ufa, 1982.
- Tatar dialectology (Udžbenik za studente), Kazan, 1984.
- About the Nature of a double negative in the Turkic language of Kipchak-Bulgar subgroup. – J. Soviet Turkology. 1984., br. 3
- Winged words. – Jean Yalkyn. Kazan, 1985.
- About the law of the pairing of words in Turkic languages / Sat. Turcologica. – Moscow, 1987.
- Unsere vielsprachige Welt / NL, Berlin, 1986.
- Linguistik im Bund mit Computer / NL, Berlin, 1986.
- Vocabulary of the Tatar language (Udžbenik za studente i nastavnike). Kazan, 1995.

## Spomen
- Ulica je nazvana po njemu u gradu Tobolsku.[4]
- Ulica je nazvana po njemu u njegovome rodnom selu Staroe Aimanovo, Menzelja kanton, Tatarstan.[5]
- Međunarodni fond nosi njegovo ime (Moskva-London-Pariz).[6]
- Spomen udruga je osnovana u njegovo ime (Moskva).[7]